# Antonio Lucci
Antonio Lucci, al secolo Angelo Lucci (Agnone, 2 agosto 1682 – Bovino, 25 luglio 1752), è stato un vescovo cattolico italiano, appartenente all'Ordine dei frati minori conventuali.
Papa Giovanni Paolo II lo ha proclamato beato il 18 giugno 1989 e la sua memoria liturgica viene celebrata il 25 luglio.

## Biografia
Nato ad Agnone, nel Molise, il 2 agosto 1682, fu battezzato con il nome di Angelo Nicola. Frequentò la scuola locale, gestita dai francescani conventuali e si unì a loro, all'età di 16 anni.
Nel 1696 ad Isernia ebbe il primo incontro con il giovane fra Francesco Antonio Fasani, che ritrovò l'anno seguente nel corso di studi letterari a Venafro. Si strinse fra i due un rapporto di amicizia schietta e profonda, basato sulla sincerità e stima reciproca, che li portò a proseguire insieme il cammino verso il sacerdozio.
Su consiglio di Antonio Lucci, Francesco Antonio chiese al Ministro generale di essere mandato ad Assisi per laurearsi assieme al Lucci. La richiesta fu accettata e i due partirono per il lungo viaggio, che li mise di fronte alla reale situazione politica del Regno di Napoli. Lucci da sempre più aperto e speranzoso si contrapponeva al Fasani più timido e preoccupato. Fu proprio durante questi piccoli battibecchi che il Fasani rispose al Lucci: "Di' pure quello che ti pare, tanto sarò santo prima di te".
I due amici arrivarono ad Assisi nel 1704 e, dopo un anno di formazione, sotto la guida del direttore spirituale il Servo di Dio Giuseppe A. Marcheselli, Antonio Lucci, assieme al suo grande amico, il 19 settembre 1705 fu ordinato sacerdote.
Ulteriori studi gli fruttarono un dottorato in teologia e incarichi di insegnante ad Agnone, Ravello e Napoli. Fu anche padre custode del convento di Napoli.
L'amicizia con San Francesco Antonio Fasani continuò per tutta la vita. Fu più volte consigliere del Fasani e nel 1716 quando, a seguito delle dicerie della gente, il padre maestro Fasani da Lucera fu trasferito al convento di Troia, l'amico Antonio Lucci, saputa la vicenda, parlò al Ministro generale e fra Francesco Antonio fu restituito a Lucera.
Eletto ministro provinciale nel 1718, l'anno seguente fu nominato professore al Collegio San Bonaventura di Roma, carica che ricoperse fino a quando papa Benedetto XIII lo scelse come vescovo di Bovino, nelle Puglie, nel 1729. Il papa accompagnò la nomina con questo elogio: "Ho scelto come vescovo di Bovino un eminente teologo e un grande santo."
I suoi ventitré anni di episcopato furono caratterizzati da visite alle parrocchie locali e da un rinnovamento di vita evangelica tra la gente della sua diocesi. Impiegò il suo reddito episcopale per opere di educazione e di carità. Sotto la spinta del Ministro generale conventuale, il vescovo Lucci scrisse un importante libro sui santi e beati, nei primi due secoli dei Francescani Conventuali.
Alla morte del fraterno amico, avvenuta il 29 novembre 1742, mons. Antonio Lucci testimoniò alle audizioni diocesano per quanto riguarda la santità del Fasani.
Chiaro per virtù, mons. Antonio Lucci morì a Bovino, 25 luglio 1752 e fu sepolto nella Cattedrale della città, dove i suoi resti sono tuttora conservati e venerati.
Antonio Lucci è stato beatificato da Giovanni Paolo II il 18 giugno 1989, tre anni dopo la canonizzazione del Fasani, avvenuta il 13 aprile 1986.

## Genealogia episcopale
La genealogia episcopale è:
- Cardinale Scipione Rebiba
- Cardinale Giulio Antonio Santori
- Cardinale Girolamo Bernerio, O.P.
- Arcivescovo Galeazzo Sanvitale
- Cardinale Ludovico Ludovisi
- Cardinale Luigi Caetani
- Cardinale Ulderico Carpegna
- Cardinale Paluzzo Paluzzi Altieri degli Albertoni
- Papa Benedetto XIII
- Vescovo Antonio Lucci, O.F.M.Conv.